# Bodyguard (Beyoncé)
Bodyguard è un singolo delle cantante statunitense Beyoncé, pubblicato il 6 giugno 2025 come terzo estratto dall'ottavo album in studio di Beyoncé Cowboy Carter.

## Composizione
La canzone è stata scritta dalla stessa Beyoncé con Elizabeth Lowell Boland, Shawntoni Ajanae Nichols, Leven Kali, Ryan Beatty e Raphael Saadiq, quest'ultimo anche produttore. La critica ha descritto il brano come un country pop, con elementi di R&B e soft rock, con influenze musicali del gruppo rock britannico-americano Fleetwood Mac.  Ryan Beatty ha dichiarato riguardo al brano:

## Accoglienza
Il brano ha ricevuto recensioni positive dalla critica musicale in concomitanza alla pubblicazione dell'album, venendo considerata tra le migliori canzoni del 2024.
Michael Cragg del The Guardian ha definito il brano «eccellente», il quale «si snoda come un classico perduto dei Fleetwood Mac, con melodie soft-rock anni '70». Chelsey Sanchez del Harper's Bazaar definisce il brano come «un inno dance che illustra il suo desiderio di proteggere e prendersi cura dell'amante».
Dan Rys, scrivendo per la classifica delle migliori canzoni del 2024 di Billboard, ritiene che Bodyguard sia «musicalmente la canzone più semplice ma anche la più coinvolgente» dell'album, in cui «la voce di Beyoncé inizia davvero a svettare, elevando la canzone al di là di quello che avrebbe potuto essere nelle mani di chiunque altro».

## Video musicale
Il 5 novembre 2024 Beyoncé ha pubblicato un video promozionale per la canzone sul proprio canale YouTube alternativamente intitolato Baywatch, rende omaggio all'attrice e modella Pamela Anderson e alla serie Baywatch, in cui l'attrice interpretava il ruolo di C. J. Parker. La cantante rende inoltre omaggio al personaggio interpretato da Anderson Barb Wire nel film omonimo (1996) e il terzo che fa riferimento all' abbigliamento dell'attrice agli MTV Video Music Awards 1999. Il video termina dopo la seconda strofa, con un testo bianco su sfondo nero con riportato Happy Beyloween, in riferimento alle festività di Halloween, e incoraggia gli spettatori a votare, dato che il video è stato pubblicato nel giorno delle elezioni negli Stati Uniti d'America.
Anderson ha dichiarato a Variety di non essere stata informata dell'omaggio di Beyoncé prima della sua pubblicazione, apprezzandolo.

## Tracce
Testi e musiche di Beyoncé Knowles-Carter, Elizabeth Lowell Boland, Shawntoni Ajanae Nichols, Leven Kali, Ryan Beatty e Raphael Saadiq.
1. Bodyguard – 4:00

## Classifiche
| Classifica (2024) | Posizione massima |
| ----------------- | ----------------- |
| Brasile           | 89                |
| Canada            | 40                |
| Francia           | 81                |
| Regno Unito       | 42                |
| Stati Uniti       | 26                |

## Riconoscimenti
Grammy Awards
- 2025 – Candidatura alla miglior interpretazione pop solista

## Date di pubblicazione
| Paese       | Data          | Formato                | Nota  |
| ----------- | ------------- | ---------------------- | ----- |
| Regno Unito | 6 giugno 2025 | Contemporary hit radio | [ 2 ] |